# Fußball-Afrikameisterschaft der Frauen 2014
Die Fußball-Afrikameisterschaft der Frauen 2014 (englisch African Women Championship, französisch Championnat d'Afrique de football féminin) war die neunte Ausspielung der afrikanischen Kontinentalmeisterschaft im Frauenfußball und fand vom 11. bis 25. Oktober 2014 in Namibia statt. Die Meisterschaft ist gleichzeitig die afrikanische Qualifikation für die Fußball-Weltmeisterschaft der Frauen 2015, an der erstmals drei afrikanische Mannschaften teilnehmen. Die besten drei Mannschaften qualifizieren sich für die WM in Kanada.
Die Vergabe an Namibia wurde am 27. September 2011 von der CAF bekannt gegeben.
Die Ausrichtung war das bisher größte internationale Sportereignis in dem südwestafrikanischen Staat und die erste Teilnahme der namibischen Fußballnationalmannschaft der Frauen.
Die Namensrechte für das Turnier erwarb die Mobilfunksparte TN Mobile von Telecom Namibia für sechs Millionen Namibia-Dollar.

## Qualifikation
Die Qualifikation wurde in zwei Runden im K.-o.-System mit Hin- und Rückspiel ausgetragen. In der ersten Runde sollten die 22 schwächeren Nationen aufeinandertreffen, wobei einige Mannschaften nach der Meldung zurückzogen. Die Sieger und aufgrund der Rückzüge kampflos qualifizierten Mannschaften gelangten in die zweite Runde, in der sie mit den drei Erstplatzierten der letzten Meisterschaft, die sieben Mannschaften ermittelten, die sich zusammen mit dem Ausrichter für die Endrunde qualifizierten.
Titelverteidiger Äquatorialguinea konnte sich nicht für die Endrunde qualifizieren. In der Qualifikation schied die Mannschaft aufgrund der Auswärtstorregel gegen die Elfenbeinküste aus.

## Teilnehmer
| Namibia (Gastgeber) | Algerien               | Elfenbeinküste | Ghana     |
| Kamerun             | Nigeria (Rekordsieger) | Sambia         | Südafrika |

## Spielorte
Das Turnier fand in der Hauptstadt Windhoek in zwei Stadien statt.
| Windhoek                  | Windhoek           |
| ------------------------- | ------------------ |
| Independence Stadium      | Sam-Nujoma-Stadion |
| Kapazität: 25.000         | Kapazität: 10.300  |
| Meereshöhe: 1701 m        | Meereshöhe: 1626 m |
| Eröffnung: renoviert 2010 | Eröffnung: 2005    |
|                           | Sam-Nujoma-Stadion |

## Modus
Die acht teilnehmenden Mannschaften werden in zwei Gruppen zu jeweils vier Mannschaften aufgeteilt. Die beiden Gruppenersten und -zweiten spielen über Kreuz im Halbfinale. Die Sieger rücken ins Finale vor, die Verlierer spielen um Platz drei. Die drei erstplatzierten Mannschaften qualifizieren sich automatisch für die Fußball-Weltmeisterschaft der Frauen 2015.

## Turnier
Die Auslosung der Gruppenphase fand am 19. Juli 2014 in Windhoek statt. Namibia als Ausrichter und Südafrika als (Stand Juli 2014) beste Mannschaft des Kontinents waren automatisch als Gruppenköpfe gesetzt.

### Vorrunde

#### Gruppe A
| Pl. | Land           | Sp. | S | U | N | Tore    | Diff. | Punkte |
| --- | -------------- | --- | - | - | - | ------- | ----- | ------ |
| 1.  | Nigeria        | 3   | 3 | 0 | 0 | 012:200 | +10   | 09     |
| 2.  | Elfenbeinküste | 3   | 1 | 1 | 1 | 006:600 | ±0    | 04     |
| 3.  | Namibia        | 3   | 1 | 0 | 2 | 003:500 | −2    | 03     |
| 4.  | Sambia         | 3   | 0 | 1 | 2 | 001:900 | −8    | 01     |

|                  |   |                |           |
| 11. Oktober 2014 |   |                |           |
| Namibia          | – | Sambia         | 2:0 (2:0) |
| Nigeria          | – | Elfenbeinküste | 4:2 (1:1) |
| 14. Oktober 2014 |   |                |           |
| Sambia           | – | Nigeria        | 0:6 (0:3) |
| Elfenbeinküste   | – | Namibia        | 3:1 (1:1) |
| 17. Oktober 2014 |   |                |           |
| Namibia          | – | Nigeria        | 0:2 (0:2) |
| Sambia           | – | Elfenbeinküste | 1:1 (0:1) |

#### Gruppe B
| Pl. | Land      | Sp. | S | U | N | Tore    | Diff. | Punkte |
| --- | --------- | --- | - | - | - | ------- | ----- | ------ |
| 1.  | Kamerun   | 3   | 2 | 0 | 1 | 003:100 | +2    | 06     |
| 2.  | Südafrika | 3   | 1 | 1 | 1 | 006:300 | +3    | 04     |
| 3.  | Ghana     | 3   | 1 | 1 | 1 | 002:200 | ±0    | 04     |
| 4.  | Algerien  | 3   | 1 | 0 | 2 | 002:700 | −5    | 03     |

|                  |   |           |           |
| 12. Oktober 2014 |   |           |           |
| Südafrika        | – | Kamerun   | 0:1 (0:0) |
| Algerien         | – | Ghana     | 1:0 (0:0) |
| 15. Oktober 2014 |   |           |           |
| Kamerun          | – | Algerien  | 2:0 (1:0) |
| Ghana            | – | Südafrika | 1:1 (1:1) |
| 18. Oktober 2014 |   |           |           |
| Südafrika        | – | Algerien  | 5:1 (2:0) |
| Kamerun          | – | Ghana     | 0:1 (0:0) |

### Finalrunde

#### Halbfinale
|                         |   |                |                      |
| 22. Oktober in Windhoek |   |                |                      |
| Nigeria                 | – | Südafrika      | 2:1 (2:0)            |
| 22. Oktober in Windhoek |   |                |                      |
| Kamerun                 | – | Elfenbeinküste | 2:1 n. V. (1:1, 0:0) |

#### Spiel um Platz 3
|                         |   |                |           |
| 25. Oktober in Windhoek |   |                |           |
| Südafrika               | – | Elfenbeinküste | 0:1 (0:0) |

#### Finale
|                         |   |         |           |
| 25. Oktober in Windhoek |   |         |           |
| Nigeria                 | – | Kamerun | 2:0 (2:0) |

## Schiedsrichterinnen
Hauptschiedsrichterinnen
- Maximina Bernardo
- Lidya Tafesse Abebe
- Aya Irène Ahoua
- Christine Ziga
- Thérèse Raïssa
- Damaris Kimani
- Kankou Coulibaly
- Insaf el-Harkaoui
- Gladys Lengwe
- Fadouma Dia
- Lilia Abdeljaoued
- Aisha Ssemambo

Schiedsrichterassistentinnen
- Rosalie Tempa
- Botsalo Mosimanewatlala
- Élodie Bieiginin
- Mona Mahmoud
- Trhas Gebreyohanis
- Emmanuella Aglago
- Mary Njoroge
- Lidwine Rakotozafinoro
- Bernadette Kwimbira
- Fanta Koné
- Souad Oulhaj
- Aminata Dialo
- Mana Dzodope
- Chafia Hendaoui
- Mercy Zulu

## Besonderheiten
Im Gruppenspiel gegen Algerien erzielte die Südafrikanerin Portia Modise als erste afrikanische Spielerin ihr 100. Länderspieltor.